# Owen (rivière de Nouvelle-Zélande)
Pour les articles homonymes, voir Owen.

La  rivière Owen  (en anglais : Owen River) est un cours d’eau situé dans le nord-ouest de l’île du Sud de la Nouvelle-Zélande .

## Géographie
Cette courte rivière est l’affluent le plus en amont du fleuve Buller. Elle s’écoule vers le sud sur 20 kilomètres à partir de sa source sur les pentes du mont Owen (en), s’écoulant dans le fleuve Buller au niveau de la petite ville de Owen à 18 kilomètres au nord-est de la ville de Murchison.